# Euploea celebica
Euploea celebica är en fjärilsart som beskrevs av Hans Fruhstorfer 1898. Euploea celebica ingår i släktet Euploea och familjen praktfjärilar. Inga underarter finns listade i Catalogue of Life.